# یواکیم سوتون
یواکیم سوتون (دانمارکی: Joachim Sutton؛ زادهٔ ۱۵ مهٔ ۱۹۹۵) قایقران روئینگ اهل دانمارک است.
وی در مسابقات کشوری و بین‌المللی در مجموع برندهٔ ۱ مدال برنز شده‌است.